# Irakli (trompettiste)
Pour l’article homonyme, voir Irakli K (guitariste).
Irakli de Davrichewy, dit « Irakli », est un trompettiste et compositeur de jazz français, né le 1er février 1940.

## Biographie
Irakli est spécialisé dans le jazz traditionnel et perpétue le style de Louis Armstrong. Avec ses New Orleans Ambassadors il fit la première partie du concert de Louis Armstrong le 4 juin 1965 au Palais des sports de Paris. 
Spécialiste de la vie et de l'œuvre de Louis Armstrong, Irakli recueille depuis plus de 20 ans avec son ami allemand, le musicien de jazz Georg Klauer, tout ce qui concerne de près ou de loin ce trompettiste (disques, cassettes, vidéos, affiches, photos, programmes, articles de journaux, livres, etc.).
Irakli se produit également comme conférencier en présentant Armstrong par le disque : survol général de sa carrière ou en détail, et par époque (les Hot Five, Fletcher Henderson, All Stars, etc.), en proposant une exposition de photos (retraçant les étapes importantes de la vie du trompettiste) ainsi que des documents originaux (livres, programmes, affiches, etc.). Il a réalisé pour Music Mémoria/Virgin, un double CD avec un livret très détaillé sur le King Oliver's Créole Jazz Band, album qui a obtenu le prix Charles-Cros 1990.
Depuis 1991, Irakli est producteur chez Média 7/Musisoft, dans la série Masters of Jazz, de l'intégrale chronologique de l'œuvre enregistrée de Louis Armstrong. Il est aussi l'auteur des textes très documentés des livrets. Cette intégrale a été primée par de nombreux magazines spécialisés : Compact, Le Monde de la musique, Télérama, Diapason, Hot Club de France, Académie du Jazz.